# کشتی جنگی ژاپنی شوهی مارو

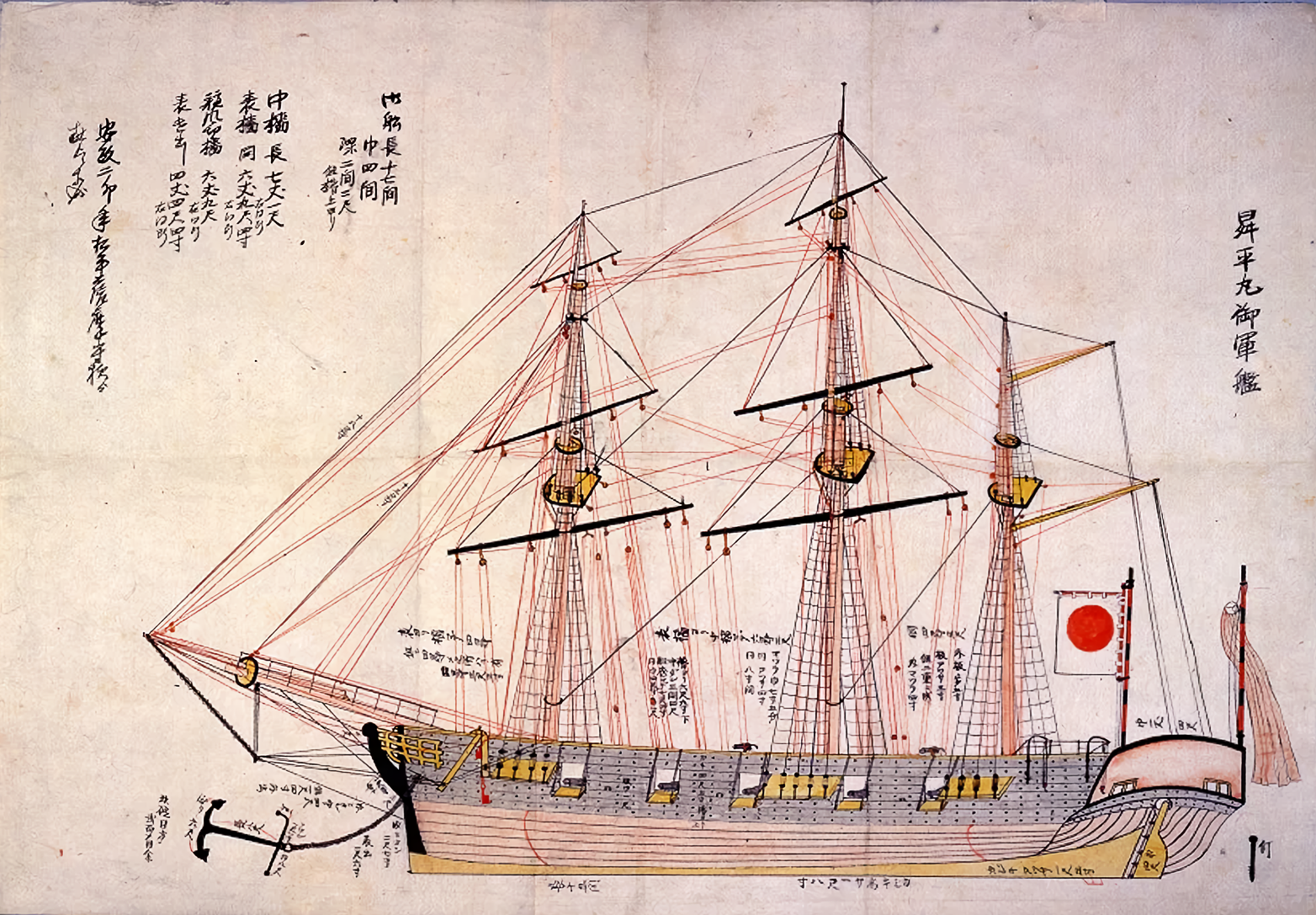
کشتی جنگی ژاپنی شوهی مارو

کشتی جنگی ژاپنی شوهی مارو (به ژاپنی: 昇平丸 Shōhei Maru) یک ناوچه به سبک جهان غرب بود که در سال ۱۸۵۳–۱۸۵۴ به سفارش شوگون‌سالاری توکوگاوا در دوره باکوماتسو توسط قلمروی ساتسوما ساخته شده بود.